# Hippokrates von Chios
Hippokrates von Chios war ein antiker griechischer Mathematiker und Astronom, der etwa in der Mitte bis zur zweiten Hälfte des 5. Jahrhunderts v. Chr. lebte.

## Leben
Über das Leben des Hippokrates liegen keine sicheren Informationen vor. Unzweifelhaft ist seine Herkunft von der Insel Chios. In Anekdoten wird erzählt, dass er auf einer Seereise um sein Vermögen gebracht wurde, nach einer Version durch Betrug, nach einer anderen durch Seeräuber. Aristoteles behauptet, Hippokrates habe den Verlust durch unkluges Verhalten selbst verschuldet; er sei zwar ein tüchtiger Geometer, aber ansonsten einfältig gewesen. Er soll in Athen gelebt haben. Mitunter wird vermutet, er sei von den Pythagoreern beeinflusst gewesen; in der Astronomie kann sich diese Hypothese auf einen Hinweis des Aristoteles stützen, der sich speziell auf die Kometenlehre bezieht.

## Werk
Hippokrates soll als erster ein Lehrbuch der Mathematik verfasst haben. Es ist verloren; auch sonst ist von seinen Werken nichts erhalten geblieben. Daher können seine Leistungen nur indirekt aus späterer Literatur erschlossen werden. Unter anderem befasste er sich mit dem Problem der Verdoppelung des Würfels („Delisches Problem“), das er einer Lösung näherbrachte, indem er es in die Planimetrie verlagerte. Nach ihm sind die Möndchen des Hippokrates benannt, bestimmte von Kreisbögen eingeschlossene Flächen, deren Quadratur ihm gelang. Von den Möndchen ausgehend versuchte er die Quadratur des Kreises. Ob er dabei einem Trugschluss erlag oder das Scheitern des Versuchs erkannte, ist unklar; Aristoteles erwähnt in den Sophistischen Widerlegungen den Namen des Hippokrates in Zusammenhang mit einem Trugschluss.
Über die astronomischen Ansichten des Hippokrates berichtet Aristoteles, er habe „den Kometen“ für einen selten sichtbaren Planeten gehalten und den Kometenschweif für eine optische Täuschung, die von Dämpfen des Kometen verursacht sei.